# Тоби Регбо
Тоби Фин Регбо (на английски: Toby Regbo) е английски актьор и музикант. Участва във филми, сериали и театрални постановки. Най-известен е с ролите на младия Немо Никой в научнофантастичната драма „Господин Никой“ и тази на Франсоа в сериала „Царуване“.

## Биография
Тоби Регбо е роден роден на 18 октомври 1991 г. в Лондон,Англия. Семейството на баща му е от норвежки произход. Дядо му по майчина линия е бил италиански капитан на круизен кораб, а баба му по майчина линия е балерина от Австралия. Интересът му към актьорството започва с пиеси в училище.

### Кариера
Регбо започва своята актьорска кариера с малка роля през 2006. През 2007 г. той изиграва американския тийнейджър шпионин Чад Търнър. Той продължава да развива своята кариера през 2009 г. когато играе Майкъл Уолтън в драмата на Стивън Поляков „Период 39“. Една от най – забележителните му роли е в научнофантастичния филм „Господин никой“. Той играе и в ролята на младия Албус Дъмбалдор във филма Хари Потър и Даровете на Смъртта част 1. Той прави своя сценичен дебют като Елиът в пиесата „Tusk Tusk“, в театъра на кралския двор в Лондон.
Регбо играе във филмовата версия на романа на Питър Камерън, Някой ден тази болка ще ви бъде полезна заснет през лятото на 2010 г. в Ню Йорк. Той участва и в сериала „Царуване“ като Франсоа.
|  | Тази страница частично или изцяло представлява превод на страницата Toby Regbo в Уикипедия на английски. Оригиналният текст, както и този превод, са защитени от Лиценза „Криейтив Комънс – Признание – Споделяне на споделеното“, а за съдържание, създадено преди юни 2009 година – от Лиценза за свободна документация на ГНУ. Прегледайте историята на редакциите на оригиналната страница, както и на преводната страница, за да видите списъка на съавторите. ВАЖНО: Този шаблон се отнася единствено до авторските права върху съдържанието на статията. Добавянето му не отменя изискването да се посочват конкретни източници на твърденията, които да бъдат благонадеждни. |